# سامي خياط
سامي خياط (2 كانون الأول/ديسمبر 1943 - 26 نيسان/أبريل 2023) مخرج وكاتب وممثل مسرحي لبناني، يعتبر أحد رواد المسرح الفكاهي في لبنان.
استهل مشواره الفني بمسرحية قدمها في عام 1960، بعنوان «موليير هوغو وسوفوكول». صنفت مسرحياته ضمن المسرح الغنائي الهجائي الساخر. منح في 2020 وسام الفنون والآداب الفرنسي برتبة ضابط، تقديرًا لأعماله المسرحية باللغتين الفرنسية والفرنكو-لبنانية طوال 60 عام، لم يتوقف فيها حتى في خضم الحرب الأهلية اللبنانية. كُرِّم في مناسبات عديدة بلبنان من قبل مؤسسة جبران تويني ومؤسسة فخر الدين الثاني.

## من أعماله
- «يس فور إلياس»
- «أبو كليبس»
- «ستار إيبيديمي»
- «مين دريان»
- «كوما سافا»
- «قرف»
- «بعبدا بوم»[7]
- «وَلاوْ!؟»[11]

## وفاته
فارق سامي خياط الحياة يوم الأربعاء 26 نيسان/أبريل 2023عن عمر ناهز التاسعة والسبعين. وكان قد أدخل قبل أسبوع من وفاته إلى العناية الفائقة في مستشفى رزق في بيروت، جرّاء مضاعفات إصابته بسرطان العظام.

## وصلات خارجية
- المخرج والكاتب والممثل المسرحي سامي خياط في حب الوطن.